# Ariolimax dolichophallus
Espèce
Ariolimax dolichophallus (en anglais « Slender Banana Slug », littéralement « limace-banane élancée ») est une espèce de gastéropodes du genre Ariolimax.

## Description
Cette limace, qui vit seulement en Californie autour de Santa Cruz, atteint 15 centimètres et son pénis peut atteindre le double de la longueur de son corps. Ainsi, cet animal est l'être vivant qui possède le plus grand pénis par rapport à son corps (devançant même l'anatife et Oxyura vittata).

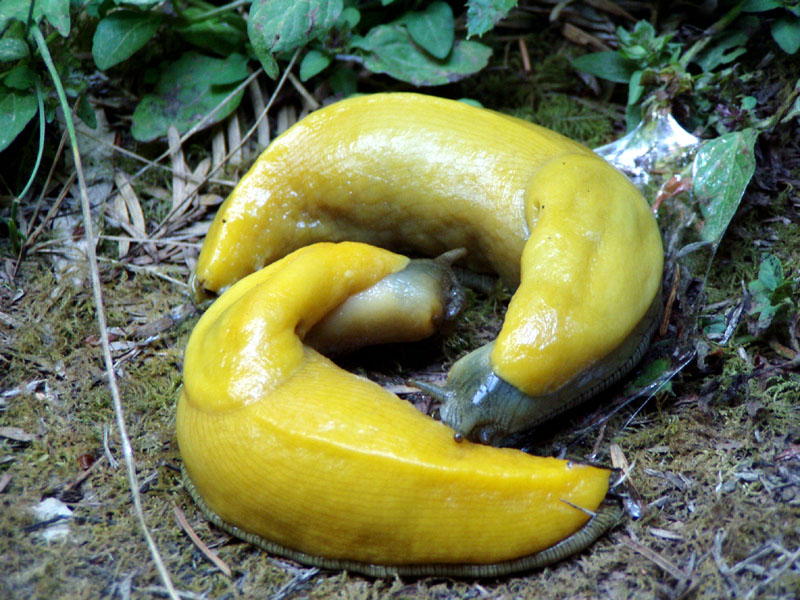
Deux limaces-bananes élancées.

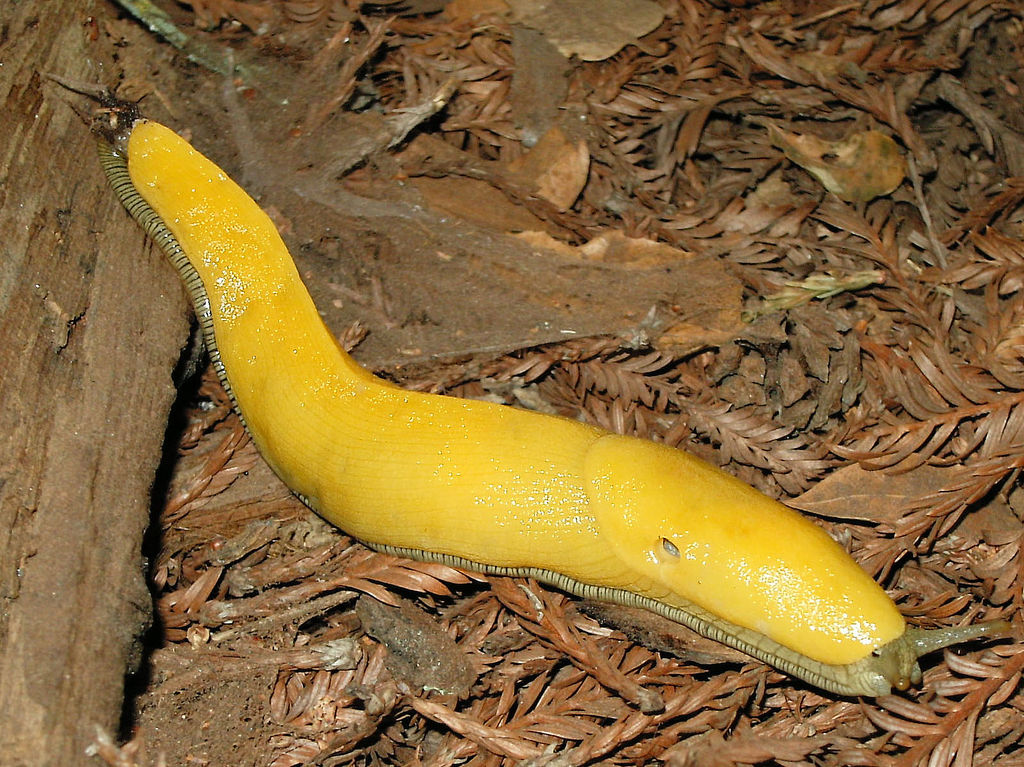
Limace-banane élancée.

Un inconvénient de ce pénis démesuré est que, parfois, il ne peut plus être libéré après l'accouplement. Il est alors rongé par l'animal ou par son partenaire et vraisemblablement ne peut pas repousser, en sorte que la limace privée de son pénis en est réduite dorénavant à jouer les rôles féminins. On appelle ce phénomène apophallation.

## Étymologie
L'épithète spécifique dolichophallus vient du grec ancien δολιχός (dolikhos), « allongé », et φαλλός (phallós), « pénis ».

## Dans la culture populaire
Ariolimax dolichophallus est la mascotte de l'université de Californie à Santa Cruz,.

## Publication originale
- (en) Albert R. Mead, « Revision of the Giant West Coast Land Slugs of the Genus Ariolimax Moerch (Pulmonata: Arionidae) », American Midland Naturalist, Université de Notre-Dame-du-Lac et inconnu, vol. 30, no 3,‎ novembre 1943, p. 675 (ISSN 0003-0031 et 1938-4238, OCLC 5731039, DOI 10.2307/2421208, JSTOR 2421208).